# Колер (Вісконсин)
Колер (англ. Kohler) — селище (англ. village) в США, в окрузі Шебойган штату Вісконсин. Населення — 2195 осіб (2020).

## Географія
Колер розташований за координатами 43°44′16″ пн. ш. 87°46′40″ зх. д. / 43.73778° пн. ш. 87.77778° зх. д. (43.737714, -87.777682).  За даними Бюро перепису населення США в 2010 році селище мало площу 14,57 км², з яких 14,01 км² — суходіл та 0,56 км² — водойми.

## Демографія
Згідно з переписом 2010 року, у селищі мешкало 2120 осіб у 784 домогосподарствах у складі 608 родин. Густота населення становила 146 осіб/км².  Було 871 помешкання (60/км²).
Расовий склад населення:
| - 96,0 % — білих - 2,5 % — азіатів - 0,2 % — чорних або афроамериканців |

До двох чи більше рас належало 1,1 %. Частка іспаномовних становила 2,3 % від усіх жителів.
За віковим діапазоном населення розподілялося таким чином: 30,5 % — особи молодші 18 років, 54,5 % — особи у віці 18—64 років, 15,0 % — особи у віці 65 років та старші. Медіана віку мешканця становила 42,0 року. На 100 осіб жіночої статі у селищі припадало 89,3 чоловіків;  на 100 жінок у віці від 18 років та старших — 91,2 чоловіків також старших 18 років.
Середній дохід на одне домашнє господарство  становив 110 812 долари США (медіана — 85 750), а середній дохід на одну сім'ю — 130 189 доларів (медіана — 95 000). Медіана доходів становила 83 611 долар для чоловіків та 49 773 долари для жінок. За межею бідності перебувало 2,6 % осіб, у тому числі 1,0 % дітей у віці до 18 років та 2,9 % осіб у віці 65 років та старших.
Цивільне працевлаштоване населення становило 1133 особи. Основні галузі зайнятості: виробництво — 29,0 %, освіта, охорона здоров'я та соціальна допомога — 25,3 %, роздрібна торгівля — 9,8 %, науковці, спеціалісти, менеджери — 8,7 %.